# Johan Heldenbergh
Johan Heldenbergh (Wilrijk, 11 maggio 1967) è un attore, drammaturgo e regista belga.
Ha raggiunto la fama internazionale recitando in Alabama Monroe - Una storia d'amore (2012), tratto da una sua opera teatrale.

## Filmografia parziale

### Cinema
- L'albero di Antonia (Antonia), regia di Marleen Gorris (1995)
- Ben X, regia di Nic Balthazar (2007)
- Aanrijding in Moscou, regia di Christophe Van Rompaey (2008)
- De helaasheid der dingen, regia di Felix Van Groeningen (2009)
- Hasta la vista, regia di Geoffrey Enthoven (2011)
- Alabama Monroe - Una storia d'amore (The Broken Circle Breakdown), regia di Felix Van Groeningen (2012)
- Dio esiste e vive a Bruxelles (Le Tout Nouveau Testament), regia di Jaco Van Dormael (2015)
- La resistenza dell'aria (La Résistance de l'air), regia di Fred Grivois (2015)
- Le confessioni, regia di Roberto Andò (2016)
- La signora dello zoo di Varsavia (The Zookeeper's Wife), regia di Niki Caro (2017)
- 55 passi (55 Steps), regia di Bille August (2017)
- Larguées, regia di Éloïse Lang (2018)
- Operazione Hummingbird - È tutto appeso a un filo (The Hummingbird Project), regia di Kim Nguyen (2018)
- Quo vadis, Aida?, regia di Jasmila Žbanić (2020)
- I peggiori di tutti (Les Pires), regia di Lise Akoka e Romane Guéret (2022)
- Comandante, regia di Edoardo De Angelis (2023)
- Amal, regia di Jawad Rhalib (2023)
- Ad Vitam, regia di Rodolphe Lauga (2025)

### Televisione
- Flikken - Coppia in giallo (Flikken) – serie TV, episodio 2x04 (2000)
- Witse – serie TV, episodi 3x09 (2006)
- MPU - Missing Persons Unit (Vermist) – serie TV, episodi 1x09-5x02 (2008-2014)
- The Tunnel – serie TV, 6 episodi (2016)
- Everybody Loves Diamonds, regia di Gianluca Maria Tavarelli - serie TV, 8 episodi (2023)
- La Peste - miniserie TV, 4 episodi (2024)
- Sphinx - serie TV, 6 episodi (2024)

## Premi e riconoscimenti
- European Film Awards
  - 2013 – Candidatura al miglior attore per Alabama Monroe - Una storia d'amore

## Doppiatori italiani
Nelle versioni in italiano dei suoi film, Johan Heldenbergh è stato doppiato da:
- Alberto Angrisano in Alabama Monroe - Una storia d'amore, Le confessioni
- Angelo Maggi in La signora dello zoo di Varsavia